# 田中英道
田中 英道（たなか ひでみち、1942年2月20日 - 2025年4月30日）は、日本の美術史家。東北大学名誉教授。東京都出身。
フランス・イタリア美術史を研究する一方、日本美術の世界的価値についての研究も展開している。
また、日本独自の文化・歴史の重要性を主張し、日本国史学会の代表を務める。

## 略歴
- 1960年、都立日比谷高校卒業。
- 1964年、東京大学文学部仏文科卒業。
- 1966年、同・美術史学科卒業、東京大学文学部美術史学科大学院入学、フランス政府給費生としてストラスブール大学に留学。
- 1969年、「ジョルジュ・ド・ラ・トゥールの作品」でストラスブール大学ドクトラ（PhD）取得。
- 1970年、国立西洋美術館研究員。
- 1973年、東北大学文学部講師、イタリア政府給費生としてローマ大学留学。
- 1976年、東北大学文学部助教授。
- 1978年、旧西ドイツ、ミュンヘン美術史研究所留学。
- 1990年、ローマ大学客員教授。
- 1992年、東北大学文学部教授（美学・西洋美術史講座）。
- 1993年、ローマ大学客員教授。
- 1996年、「ミケランジェロ・システィナ礼拝堂天上画の研究」で東北大博士（文学）取得。
- 2003年、ベルリン・フンボルト大学招聘教授。
- 2005年、ボローニャ大学客員教授。また東北大学大学院文学研究科（美術史学講座、美学・西洋美術史専攻分野）教授を定年退官し、国際教養大学特任教授に就任。酒田市より阿部次郎文化賞を受賞。
- 2007年、ボローニャ大学客員教授。
- 2009年、ボローニャ大学客員教授。
- 2025年4月30日、急性硬膜下血腫のため死去[1]。83歳没。

経歴の詳細についてはホームページ内の「経歴」を参照。

## 学説

### 神道
神道とは「自然道」であり、日本人の自然信仰に御霊信仰・皇祖霊信仰が加わったものと説いている。また人類の信仰の根源は「太陽信仰」であり、神道はその自然な発展であるという立場である。

### ユダヤ人埴輪について
著書（「発見! ユダヤ人埴輪の謎を解く」（勉誠出版、2019年10月））や、YouTube番組（「日本から見たサピエンス全史」| 未来ネット）で、古来よりユダヤ人が日本に渡来していたと述べており、秦氏などはその代表であると解説する（秦河勝は聖徳太子の側に仕えていた人物）。秦氏のルーツは、応神天皇の古墳時代に弓月国から来た弓月君が祖とされる。古墳などの巨大建築物をはじめとする最新技術、絹、馬、羊、貨幣（和同開珎、開発者は多胡羊太夫）なども、ユダヤ人が持ち込んだ可能性が高いとしている。
千葉県や群馬県には古墳が最も多く存在し、出土した埴輪の中でも、「長い髭・長いもみあげ・帽子」を被った形の埴輪は、ユダヤ教徒の格好にほぼ一致することから、「ユダヤ人埴輪」と名付けている。角髪（みずら）もユダヤ人の影響ではないかと述べている。
ユダヤ人埴輪は各地で出土しているが、中でも千葉県芝山町の芝山古墳から出土したユダヤ人埴輪は数も多く、状態も良いものが多い。「観音教寺・芝山はにわ博物館」には常設展示されている。
日ユ同祖論と思われがちではあるが、元々日本人（縄文人）がいたところにユダヤ人がやって来たことであると否定している。
ユダヤ人が日本に辿り着いたことについては、アッシリア捕囚（紀元前722年頃）から派生する「イスラエルの失われた10支族（Ten Lost Tribes）」に関連する部族の移動と見ている。

## 活動

### 言論
東大文学部在学中から評論活動を開始、『国民文化』や『新日本文学』に寄稿していた。在仏留学中の1967年に『季刊藝術』誌（第2号、編集同人は江藤淳・遠山一行・古山高麗雄ら）に「日本文学とは何か」を発表、現代日本の小説家を「無生活虚構派」と「生活亀裂派」に分け、西洋的価値観とは違う日本的な文学があると論じた。その後も『季刊藝術』（同誌は1979年まで発行）に美術評論等を連載した。1990年代から美術評論の傍ら「新しい歴史教科書をつくる会」による歴史教科書の執筆にも関わった。
近年は旧統一教会系の雑誌『世界思想』にも寄稿しており、フランクフルト学派の男女共同参画やジェンダーフリーへの影響を論じている。教団系の政治団体「国際勝共連合」のインタビューにも応え、公式サイトに掲載されている。

### 講演
YouTubeの未来ネット「日本から見たサピエンス全史」では、文化を中心として日本と世界の歴史を俯瞰し、新しい歴史観を提唱している。
他にも自身のチャンネルなどで積極的に日本・世界の歴史・文化・社会情勢についての講演を行っている。

### 歴史教科書について
2001年9月より、新しい歴史教科書をつくる会（つくる会）の会長を務めた。2005年『新しい日本史観の確立』で、日本近代史にのみ熱意を燃やす「つくる会」の運動に疑問を呈し、もっと幅広い歴史観の見直しの必要性を主張している。つくる会の分裂後は、2006年に設立された「日本教育再生機構」で顧問を務めている。

### ポリティカル・コレクトネスについて
ポリティカル・コレクトネスはフランクフルト学派の流れを受けた左翼による社会の破壊運動であるとし、反対している。
2021年5月8日、自身のYoutube動画「中共のウイルス戦争と米国の不正選挙ー日本国史学会挨拶ー」にて、
1. LGBTは病気・障碍者・おかしな人
2. 病気の人が、人々の同情を集めて、社会全体の問題のように主張している
3. LGBTの割合は全人口の1%以下。そういう「おかしな人」が7～10％もいるわけがない
4. 病気の人が、正常な人を妨害する必要はない
5. 誰でも異常なものを抱えているし、そういう人がいることは構わないが、個別に解決するしかない
6. LGBTの問題を社会の問題にしてしまうことが、人々に不愉快さと混乱を持ち込む

と発言している。

### 日本国史学会代表として
日本国史学会発起人の1人。

## 著作
※は電子書籍も刊

### 単著（西洋美術史）
- 『ラ・トゥール 夜の画家の作品世界』造形社、1972年
- 『冬の闇 夜の画家ラ・トゥールとの対話』新潮社〈新潮選書〉、1972年
- 『文学の転身』泰流社、1976年
- 『微笑の構造 レオナルド・ダ・ヴィンチの二重人物像』小学館、1977年6月
- 『レオナルド・ダ・ヴィンチ 芸術と生涯』新潮社、1978年6月／講談社学術文庫、1992年
- 『若き日のミケランジェロ』講談社、1980年5月／『ミケランジェロ』 講談社学術文庫、1991年
- 『ルネサンス像の転換 理性と狂気が融合するとき』講談社、1981年9月
- 『画家と自画像 描かれた西洋の精神』日本経済新聞社、1983年3月／講談社学術文庫、2003年
- 『フォルモロジー研究 ミケランジェロとデューラー』美術出版社、1984年9月
- 『光は東方より 西洋美術に与えた中国・日本の影響』河出書房新社、1986年3月
- 『イタリア美術史 東洋から見た西洋美術の中心』岩崎美術社、1990年8月
- 『美術にみるヨーロッパ精神』弓立社、1993年7月
- 『ミケランジェロの世界像 システィナ礼拝堂天井画の研究』東北大学出版会、1999年3月
- 『レオナルド・ダ・ヴィンチの世界像』東北大学出版会、2005年3月
- 『モナ・リザは、なぜ微笑むのか レオナルド・ダ・ヴィンチ傑作の構造』PHP研究所、2008年5月

### 単著（日本史関連）
- 『支倉六右衛門と西欧使節』丸善ライブラリー（新書判）※、1994年1月
- 『日本美術全史 世界から見た名作の系譜』講談社、1995年6月／講談社学術文庫、2012年4月
- 『天平のミケランジェロ 公麻呂と芸術都市・奈良』弓立社、1995年9月
- 『運慶とバロックの巨匠たち 「仁王」像は運慶作にあらず』弓立社、1998年6月
- 『歴史のかたち 日本の美―論争・日本文化史』徳間書店、2001年12月[10]
- 『実証 写楽は北斎である―西洋美術史の手法が解き明かした真実』祥伝社、2000年8月
- 『まとめて反論―「新しい歴史教科書」の思想』扶桑社、2002年
- 『法隆寺とパルテノン―西洋美術史の眼で見た新・古寺巡礼』祥伝社、2002年
- 『国民の芸術』 扶桑社、2002年。新しい歴史教科書をつくる会編
- 『聖徳太子虚構説を排す』PHP研究所、2004年
- 『新しい日本史観の確立』文芸館、2006年3月
- 『支倉常長－武士、ローマを行進す』ミネルヴァ書房〈日本評伝選〉、2007年5月
- 『「やまとごころ」とは何か　日本文化の深層』ミネルヴァ書房、2010年8月
- 『戦後日本を狂わせたOSS「日本計画」 二段階革命理論と憲法』展転社、2011年7月
- 『戦後日本を狂わせた左翼思想の正体 戦後レジーム「OSS空間」からの脱却』展転社、2014年10月
- 『天平に華咲く「古典文化」　続「やまとごころ」とは何か』ミネルヴァ書房、2016年7月
- 『鎌倉文化の思想と芸術－武士・宗教・文学・美術』勉誠出版、2016年8月
- 『芸術国家－日本のかがやき』勉誠出版（全3巻）、2017年4月、新版刊
  - 「Ⅰ 縄文時代から飛鳥時代」、「Ⅱ 天平時代から鎌倉時代」、「Ⅲ 室町時代から現代」
- 『高天原は関東にあった　日本神話と考古学を再考する』勉誠出版、2017年8月、オンデマンド版2018年7月
- 『日本神話と同化ユダヤ人』勉誠出版、2020年12月

以下は主に選書判での史論・文明史論　
- 『日本美術 傑作の見方・感じ方』PHP新書、2004年7月
- 『日本と西洋の対話　一文化史家のたたかい』講談社出版サービスセンター、2010年10月。私家版
- 『「写楽」問題は終わっていない』祥伝社新書、2011年12月
- 『日本の歴史　―本当は何がすごいのか』育鵬社、2012年9月／扶桑社文庫※、2015年2月
  - 新版『日本国史　世界最古の国の新しい物語』育鵬社、2018年6月
  - 増訂版『日本国史』育鵬社（上下）※、2022年3月
- 『美しい「形」の日本』ビジネス社※、2013年2月
- 『日本の文化　―本当は何がすごいのか』育鵬社※、2013年4月／扶桑社文庫※、2016年12月
- 『世界史の中の日本　―本当は何がすごいのか』育鵬社※、2013年6月／扶桑社文庫、2017年1月
- 『世界文化遺産から読み解く世界史』扶桑社※、2013年9月
- 『本当はすごい！ 東京の歴史』ビジネス社※、2014年6月
- 『日本の宗教　―本当は何がすごいのか』育鵬社、2014年11月
  - 新装版『日本の宗教　自然道がつくる神道・仏教』扶桑社※、2023年4月
- 『日本史 5つの法則』育鵬社※、2015年12月
- 『日本人が知らない日本の道徳』ビジネス社※、2016年2月
- 『日本の戦争　―何が真実なのか』扶桑社※、2016年12月
- 『日本人にリベラリズムは必要ない。 「リベラル」という破壊思想』ベストセラーズ※、2017年5月
- 『聖徳太子　本当は何がすごいのか』育鵬社※、2017年7月
- 『日本の美仏50選　日本文化のすごさがわかる』育鵬社、2017年9月
- 『葛飾北斎　―本当は何がすごいのか』育鵬社、2018年1月
- 『日本の起源は日高見国にあった　縄文・弥生時代の歴史的復元』勉誠出版〈勉誠選書〉、2018年1月
- 『天孫降臨とは何であったのか』勉誠出版〈勉誠選書〉、2018年4月
- 『日本人を肯定する　近代保守の死』勉誠出版、2018年9月
- 『日本が世界で輝く時代』育鵬社※、2019年1月
- 『邪馬台国は存在しなかった』勉誠出版〈勉誠選書〉、2019年1月
- 『日本史の中の万葉集』扶桑社、2019年4月。※電子書籍のみ（旧著の新編抜粋）
- 『誰も語らなかった　フェルメールと日本』勉誠出版、2019年8月
- 『発見！ユダヤ人埴輪の謎を解く』勉誠出版、2019年10月
- 『新しい日本史観の教科書　―正しい歴史に「修正」せよ』ビジネス社、2019年11月
- 『ユダヤ人埴輪があった！　―日本史を変える30の新発見』扶桑社※、2019年12月
- 『老年こそ創造の時代　「人生百年」の新しい指針』勉誠出版、2020年2月
- 『左翼グローバリズムとの対決』育鵬社※、2020年6月
- 『日本国史の源流　縄文精神とやまとごころ』育鵬社※、2020年10月
- 『「国譲り神話」の真実　神話は歴史を記憶する』勉誠出版、2020年10月
- 『京都はユダヤ人秦氏がつくった』育鵬社※、2021年1月
- 『神武天皇の真実　決定版』扶桑社※、2021年2月
- 『新日本古代史』育鵬社※、2021年5月
- 『日米戦争　最大の密約』扶桑社※、2021年6月
- 『荒ぶる神、スサノオ』勉誠出版、2021年9月
- 『日本と中国　外交史の真実』扶桑社※、2022年7月
- 『日本にやって来たユダヤ人の古代史』文芸社、2022年11月
- 『虚構の戦後レジーム　保守を貫く覚悟と理論』啓文社書房、2023年1月
- 『聖徳太子は暗殺された　ユダヤ系蘇我氏の挫折』育鵬社※、2023年2月
- 『やはり義経はチンギス・ハーンだった　フォルモロジーからの再検証』文芸社、2023年9月
- 『ユダヤ人は日本に同化した』ヒカルランド、2024年1月
- 『同化ユダヤ人のすばらしい日本への貢献』文芸社、2024年5月
- 『縄文文化のフォルモロジー〈形象学〉　日高見国の文化』育鵬社※、2024年6月
- 『浦島伝説とユダヤ　山幸彦が紡ぐ海洋国家日本の古代史』ワニブックス※、2025年1月
- 『日本創世史』ダイレクト出版、2025年3月

### 共著
- 『ミケランジェロ 世界美術全集6』 吉川逸治と分担解説、集英社、1975年、のち普及版
- 『レオナルド・ダ・ヴインチ 世界美術全集5』 下村寅太郎と分担解説、集英社 1977年、のち普及版
- 『カンヴァス世界の大画家8　ミケランジェロ』 中央公論社、1983年。他は高田博厚
- 『世界美術大全集西洋編 12　イタリア・ルネサンスⅡ』 小学館、1994年。久保尋二と責任編集
- 『今昔秀歌百撰』（コンジヤクシウカヒヤクセン）不出售（フシユツシウ）特定非営利活動法人文字文化協會 2012年 ISBN 978-49905312-25
  - 岡崎久彦・蔡焜燦・遠藤浩一・藍川由美・福田逸・高島俊男・桶谷秀昭・稲田朋美・鷲尾英一郎・小堀桂一郎
  - 笹原宏之・松本徹・市村真一・早川聞多・土田龍太郎・山谷えり子・石川忠久・平沼赳夫・井上雅夫
- 『日本史の中の世界』扶桑社※、2009年1月。責任編集
- 『日本文明論への視点　われら何処より来たり、何処へ往くか』展転社、2012年
  - 第1章『「日本文明論」への視座』。2011年度拓殖大学日本文化研究所公開講座。全8章
  - 他に、西尾幹二・長谷川三千子・古田博司・井尻千男・小堀桂一郎・北村稔・遠藤浩一（編者代表）
- 『戦後日本を狂わせた反日的歴史認識を撃つ』展転社、2016年3月（編者代表） ISBN 978-4-88656-425-2
- 『能の起源と秦氏　知られざる帰化ユダヤ人と日本文化の深層』大倉源次郎、ヒカルランド、2023年6月
- 『日本とユダヤの古代史&世界史』茂木誠、ワニブックス※、2023年7月
- 『閉ざされた〈戦後空間〉を開く　形象の国・日本を解き放つ』岡島実、ミネルヴァ書房、2024年2月

## 翻訳
- F.G.パリゼ『古典主義美術』岩崎美術社〈美術名著選書〉1972年、新装版1983年、1991年
- エンツィオ・オルランディ編『ダンテ』田中俊子共訳、世界の文豪叢書1 カラー版、評論社、1976年
- エンツィオ・オルランディ編『ディッケンズ』田中俊子共訳、世界の文豪叢書14 カラー版、評論社、1976年
- シャルル・ド・トルナイ『ミケランジェロ 彫刻家・画家・建築家』岩波書店、1978年11月
- エンツィオ・オルランディ編『ジョットー』田中俊子共訳、世界の巨匠8 カラー版、評論社、1980年6月
- エンツィオ・オルランディ編『デューラー』世界の巨匠10 カラー版、評論社、1980年6月
- ジョルジョ・ヴァザーリ『ルネサンス画人伝』平川祐弘・小谷年司共訳、白水社、1982年、新装版2009年12月
  - ヴァザーリ『芸術家列伝3』白水Uブックス※、2011年8月
　「レオナルド・ダ・ヴィンチ」の訳注、解説「ヴァザーリと二大巨匠」
- エドガー・ヴィント『ルネサンスの異教秘儀』加藤雅之・藤田博共訳、晶文社、1986年12月
- 『土星とメランコリー』 エルヴィン・パノフスキー/フリッツ・ザクスル/レイモンド・クリバンスキー

監訳、榎本武文・加藤雅之・尾崎彰宏共訳、晶文社、1991年5月

## 出演
- 林原チャンネル「日本から見たサピエンス全史」（2019年1月〜毎月配信）
- 【日本国史学会】 講演・田中英道